# Lepicolea magellanica
Lepicolea magellanica là một loài rêu tản trong họ Lepicoleaceae. Loài này được (Gola) Solari miêu tả khoa học lần đầu tiên năm 1983.